# Expédition Albatross
L'expédition Albatross est une expédition océanographique suédoise qui, entre le 4 juillet 1947 et le 3 octobre 1948, a fait le tour du monde pendant 15 mois en parcourant 45 000 milles marins.
L'expédition est considérée comme la deuxième plus grande expédition de recherche suédoise après l'expédition Vega. Réussite scientifique, elle a reçu une attention internationale et est considérée comme l'une des étapes les plus importantes de l'histoire de l'océanographie.

## Histoire

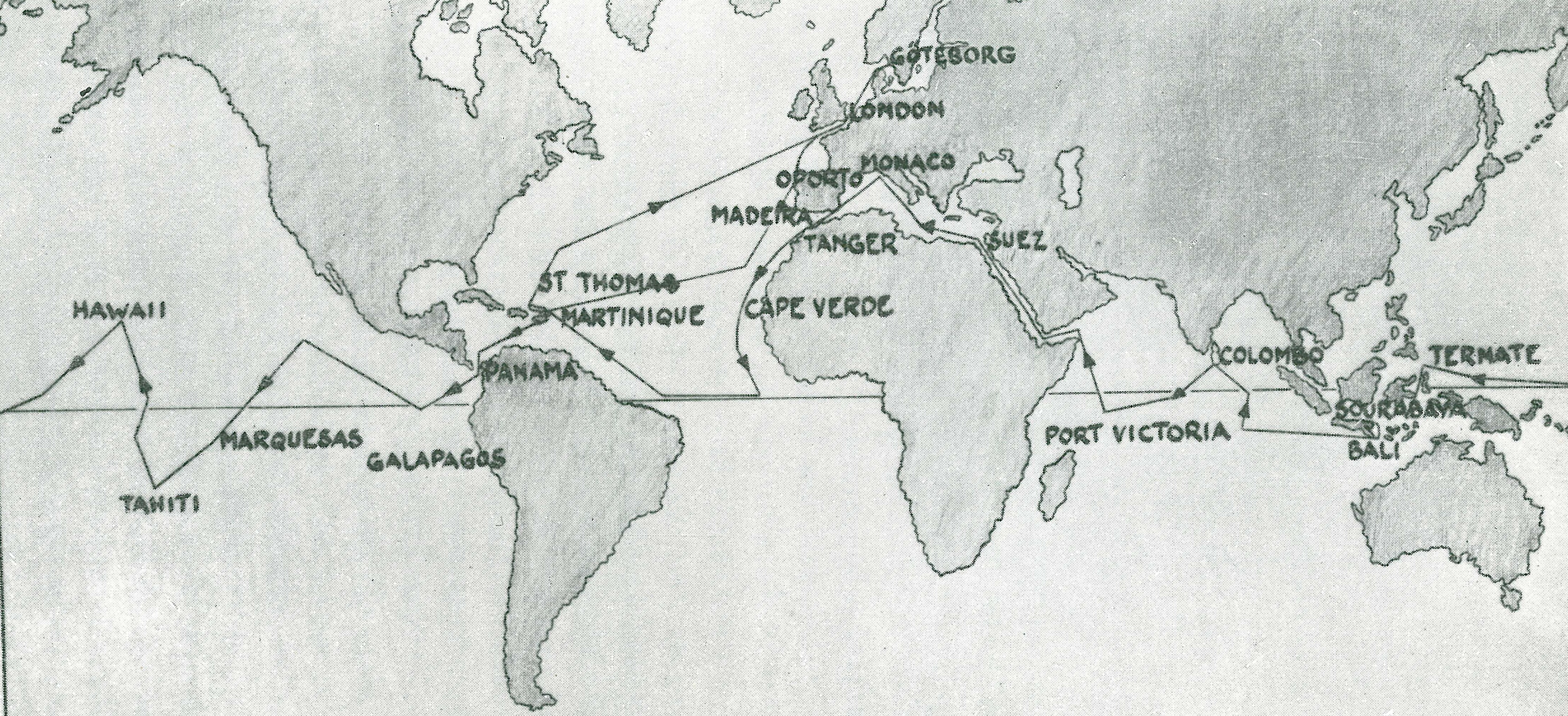
Carte de l'expédition

L'expédition s'est déroulée à bord du nouveau navire-école Albatross, un schooner de 70 mètres de long et 11 mètres de large, de 1 400 tonnes, à moteur de 600 chevaux et à voile combiné. La ligne Boström (Broströmskoncernen (sv)) venait juste de construire le navire afin de former ses futurs officiers et le prête, grâce à Herbert Jacobsson, avec son équipage, pour l'expédition.
L'expédition est financée par des dons privés. Le navire est aménagé pour en faire un bateau océanographique. Le chef de l'expédition est le physicien et océanographe suédois Hans Pettersson,.
La tâche principale de l'expédition est de prélever jusqu'à 20 m de long de carottes de sédiments du fond de l'océan grâce au carottier nouvellement développé par Börje Kullenberg, connu sous le nom d' échantillonneur à piston. Jusque-là, les carottes les plus longues qui pouvaient être prélevées étaient de 2 m.
L'expédition part de Suède en juillet 1947. Le professeur Waloddi Weibull embarque pendant la première partie pour mettre en pratique son procédé de mesure de l'épaisseur de la couche de sédiments. Après une escale au Portugal et une relâche à Madère, le cap est mis sur la Martinique. Après un séjour aux Antilles, la mer des Caraïbes est traversée puis par le canal de Panama, le navire relâche aux Galapagos. Le Pacifique est traversé mais son sol dure s'avère décevant. Le navire passe à Tahiti, à Hawaï puis atteint Bali. Il traverse ensuite l'océan Indien, passe à l'île Christmas, aux îles Keeling, à Colombo, aux Seychelles et le 17 avril 1848 franchit le détroit de Bab-el-Mandeb avant de rentrer dans la Méditerranée en mai. Vers la Crête de nombreuses traces des divers violents tremblements de terre sont étudiées ainsi que des éruptions volcaniques possibles à dater.
L'Albatross fait escale à Monaco du 23 mai au 5 juin 1948 où Hans Pettersson retrouve au Musée océanographique de nombreux souvenirs de son père Sven Otto Pettersson.
Après Monaco, le navire gagne Tanger puis les îles du Cap-Vert. Le cap est mis ensuite sur la fosse Romanche pour l'explorer. Les découvertes de La Romanche (1882-1883) sont confirmées. Les rochers de Saint-Paul sont aussi étudiés.

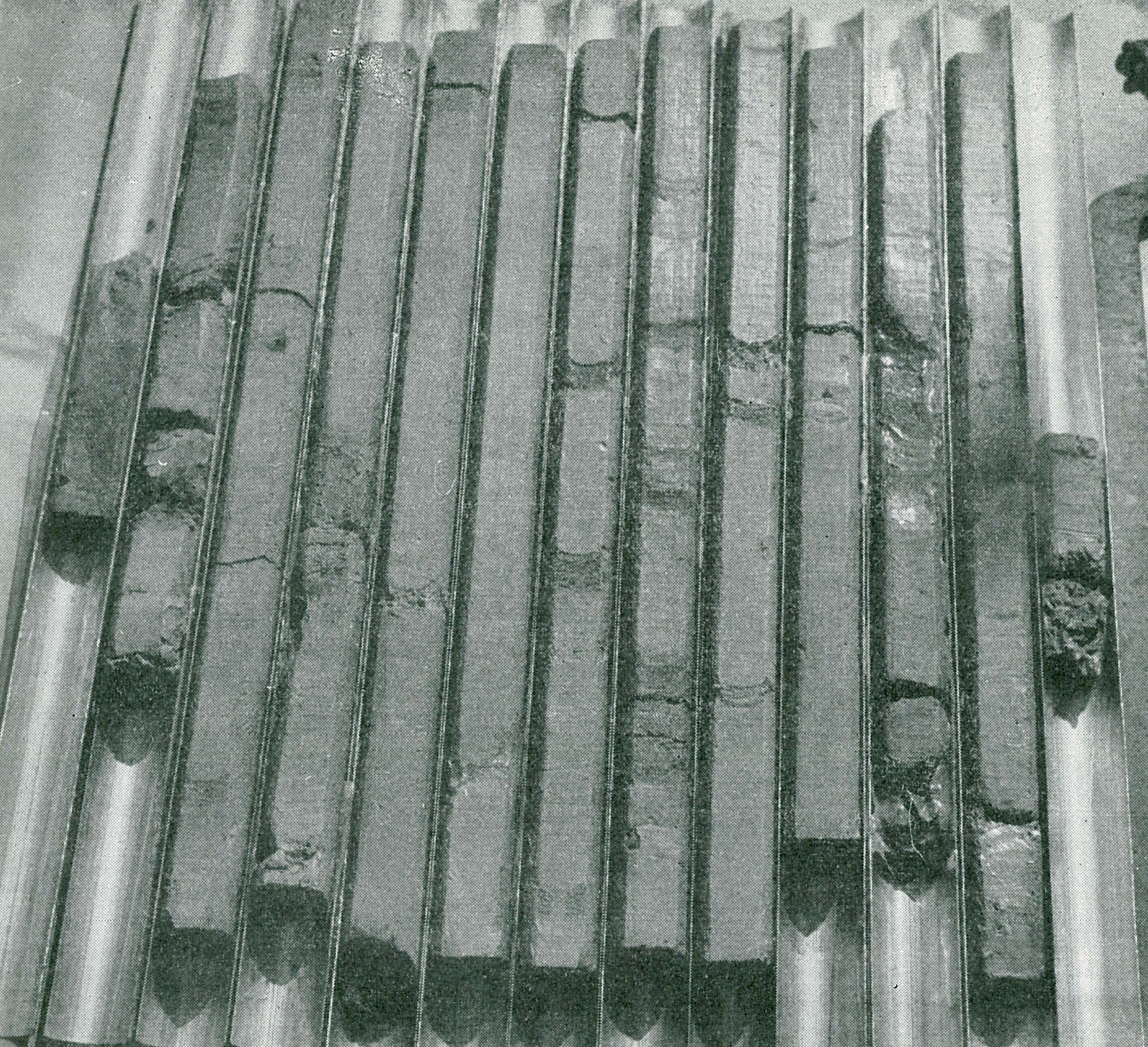
Carottes de l'expédition

Les différents dragages permettent de rapporter soixante spécimens de quatorze espèces différentes, nouvelles pour la science. Ils apportent la preuve de l'existence de vies à de très grandes profondeurs, tels des vers, des isopodes et des amphipodes. Le plus grand poisson pêché à 4 600 m est le Nematonurus armatus et mesure 80 centimes de longueur. De même, l'étude de la dorsale centrale sous-marine de l'Atlantique, montre qu'elle ne sert pas de barrière biologique.
Le 3 octobre 1848, le navire est de retour à Göteborg. Deux cents carottes sont ramenées apportant des données uniques sur les profondeurs qui seront analysées durant plusieurs années dans des laboratoires.
L'expédition a également effectué les premières mesures d'imagerie sismique de l'épaisseur des sédiments, à l'aide de bombes à puits. Les résultats des études sur les sédiments ont été révolutionnaires puisqu'ils ont révélé que l'épaisseur des sédiments augmentait en s'éloignant des dorsales médio-océaniques, ainsi que le temps d'accumulation des sédiments. C'est l'un des nombreux éléments de preuve qui ont finalement conduit à l'acceptation de la théorie de la tectonique des plaques. Outre les sédiments, l'expédition s'est penchée sur la biologie. Le premier chalutage en haute mer, à 7 600-7 900 m de profondeur, révèle que ces profondeurs ne sont pas la zone morte précédemment acceptée,.

## Équipes scientifiques
- Nils Krafft : capitaine
- Nils Jerlov (en) : océanographie physique
- Fritz Koczy : océanographie physique
- Gustaf Olof Svante Arrhenius : géologie
- John Eriksson : biologie
- Orvar Nybelin (sv) : biologie